# باكو كوستاس
باكو كوستاس (بالإسبانية: Paco Costas Verde)‏ هو مقدم تلفزيوني إسباني، ولد في 11 نوفمبر 1931 في بوئيو في إسبانيا، وتوفي في 11 يوليو 2018 في مدريد في إسبانيا.

## وصلات خارجية
- الموقع الرسمي